# Stazione di Higashi-Fukuyama
La stazione di Higashi-Fukuyama (東福山駅?, Higashi-Fukuyama-eki) è una stazione ferroviaria situata nella città di Fukuyama, nella prefettura di Hiroshima in Giappone. Si trova sulla linea principale Sanyō.

## Linee e servizi
JR West
■ Linea principale Sanyō
La stazione è inoltre interessata da un sostenuto traffico merci, già attivo alcuni anni prima rispetto all'avvio delle fermate dei treni passeggeri.

## Caratteristiche
La stazione è dotata di due marciapiedi laterali con 2 binari in superficie. La stazione supporta la bigliettazione elettronica ICOCA e sono presenti tornelli automatici di accesso ai binari.
| 1 | ■ Linea principale Sanyō | per Fukuyama, Onomichi e Mihara     |
| 2 | ■ Linea principale Sanyō | per Kurashiki, Okayama e Banshū-Akō |

## Stazioni adiacenti
| «                               | Servizio               | »                      |
| Linea principale Sanyō          | Linea principale Sanyō | Linea principale Sanyō |
| ------------------------------- | ---------------------- | ---------------------- |
| Daimon                          | Locale                 | Fukuyama               |
| Il rapido "Sun Liner" non ferma |                        |                        |